# Zepa (firma)
Zepa is een historische Italiaanse firma, gevestigd in Reggio Emilia, die bromfietsen en hulpmotoren voor fietsen produceerde.